# Niżnij Dor
Niżnij Dor (ros. Нижний Дор) – wieś w Rosji, w rejonie szeksnińkim obwodu wołogodzkiego. W 2010 r. liczyła 11 mieszkańców.